# براد فلمنج
براد فلمنج (بالإنجليزية: Brad Fleming)‏ هو لاعب اتحاد الرغبي نيوزلندي، ولد في 26 يناير 1976 في تاورانجا في نيوزيلندا.

## وصلات خارجية
- براد فلمنج على موقع سلسلة سباعيات الرغبي العالمية - رجال (الإنجليزية)
- براد فلمنج عل موقع إسبنسكروم (الإنجليزية)
- براد فلمنج على موقع ItsRugby.co.uk (الإنجليزية)
- براد فلمنج على موقع اتحاد ألعاب الكومنولث (مؤرشف) (الإنجليزية)